# Тоалетни папир
Тоалетни папир, тоалет-папир или ве-це-папир представља посебну врсту хартије која помаже у одржавању хигијене услијед пражњења столице (чисти анус од фекалних грудвица) или мокрење (отире капљице урина с краја мокраћне цијеви). Послије коришћења, тоалетни папир се баца у смеће или у "ве-це шољу" (нужник). Да не би дошло до зачепљивања шоље, употребљава се хартија која се лако распада при упадању у воду.
Тоалет папир може бити у листићима, посебно склопљеним и пакованим, или у ролни са перфорираним цртама за лакше цепање листића.
Тоалет папир може бити разних боја, најчешће беле, а може бити једнослојни или више слојни. У новије време се тоалет папир израђује од папира разложивог у води или од рециклираног папира у циљу заштите животне средине и може се наћи на тржишту.

## Занимљивости
Године 1891. пријављен је патент, њујоршког бизнисмена Сет Виилера, за ролне перфорираног тоалет папира. То је патентирано на основу производног искустава перфорираног „амбалажног“ папира у ролни из 1871. године.